# Jimmy Ashworth
Jimmy Ashworth, eigentlich James M. Ashworth, (* 8. April 1957) ist ein ehemaliger britischer Marathonläufer.
1983 gewann Ashworth den Piccadilly-Marathon in Manchester, England. 1983 wurde er Zweiter beim Berlin-Marathon in 2:14:01 h. 1984 wurde er Siebter beim London- und Zweiter beim Miami-Marathon. 1985 gewann er den Berlin-Marathon mit seiner persönlichen Bestzeit von 2:11:43 und verbesserte den Streckenrekord um fast zwei Minuten. Seine Halbmarathon-Bestzeit von 1:02:24 h stellte er im Jahr darauf als Vierter des Great North Runs auf.
Ashworth startete für den Keighley and Craven Athletic Club.